# Rycerzewo
Rycerzewo – wieś w Polsce, położona w województwie kujawsko-pomorskim, w powiecie inowrocławskim, w gminie Pakość.

## Podział administracyjny
W latach 1975–1998 miejscowość administracyjnie należała do województwa bydgoskiego.

## Demografia
Według Narodowego Spisu Powszechnego (III 2011 r.) wieś liczyła 105 mieszkańców. Jest trzynastą co do wielkości miejscowością gminy Pakość.

## Znane osoby
Miejsce dorastania prymasa Polski kardynała Józefa Glempa (1929-2013).